# Marcus Kossendey
Marcus Kossendey (* 14. Januar 1966 in Oldenburg) ist ein deutscher Manager und Unternehmer.

## Leben
Kossendey wurde nach seinem Abitur 1985 am Jade-Gymnasium zum Reserveoffizier der Bundeswehr ausgebildet (heute ist er Oberstleutnant der Reserve im i. G.) und durchlief von 1986 bis 1989 eine kaufmännische Ausbildung bei C&A. Er studierte von 1990 bis 1994 Betriebswirtschaftslehre (Diplom-Kaufmann), Philosophie und Psychologie an den Universitäten in Passau, Zürich, Kiel und Hamburg.
Danach war er Assistent der Geschäftsführung bei C&A. Er arbeitete für die Unternehmensberatung Nymphenburg und bei der Otto Group. Von 2001 bis 2010 war er Generalbevollmächtigter und Kommanditist bei Peek & Cloppenburg in Düsseldorf. Von 2010 bis 2011 war er CEO bei der Rudolf Wöhrl AG in Nürnberg.
Seit 2013 ist er Berater der Fürstlich Castell’schen Bank. Mitte 2017 übernahm er zusammen mit einem Partner die Minx Mode ACC. GmbH von der Designerin Eva Lutz, die dann in Minx Fashion GmbH umfirmierte. Kossendey ist geschäftsführender Gesellschafter.
Die Minx Fashion GmbH ist ein DOB-Premiumhersteller, der u. a. die Marken Minx und Sallie Sahne führt.
Neben diesem Engagement ist Kossendey Gesellschafter einiger Start-Ups des Neuen Marktes.
Kossendey ist ehrenamtlicher Richter am Wehrsenat I und II des Bundesverwaltungsgerichts und war seit 2012 Mitglied im Sounding Board des Bundesministeriums der Verteidigung, bis dieses 2014 aufgelöst wurde.